# Glockenmuseum Laucha

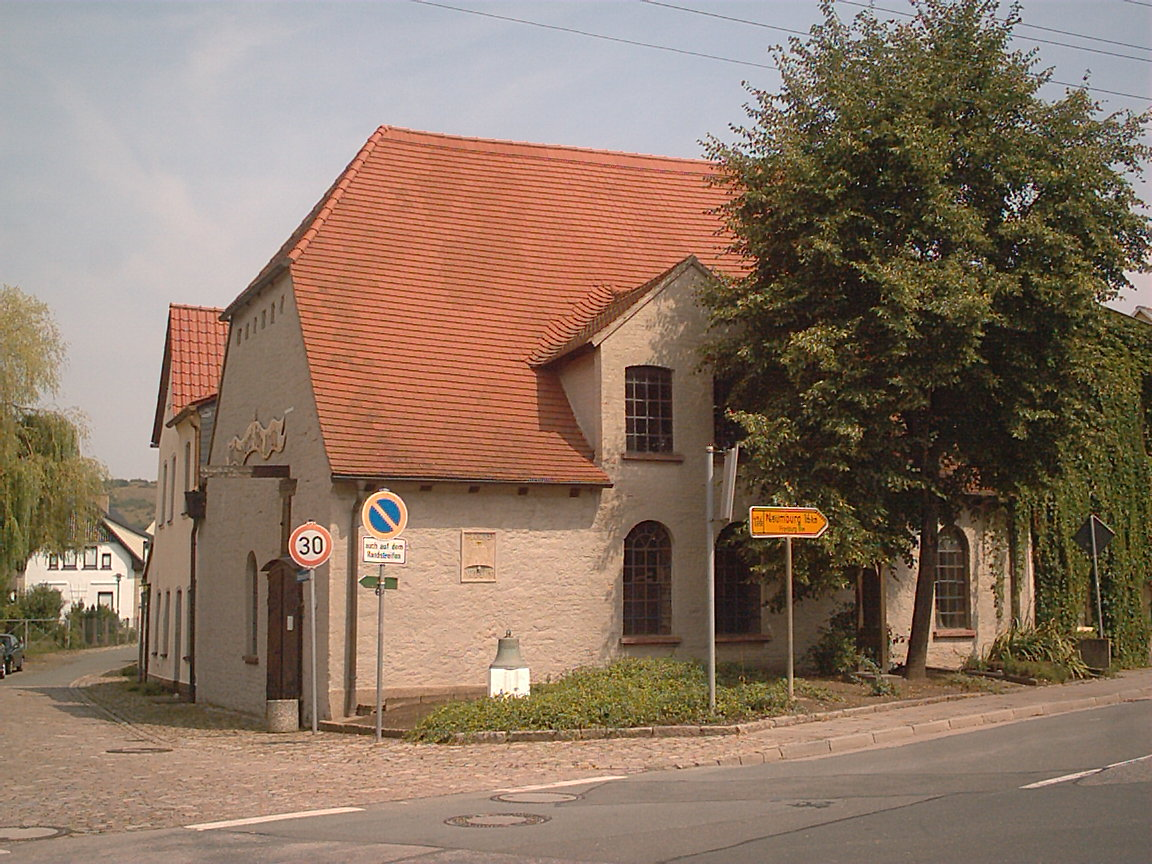
Glockenmuseum Laucha

Das Glockenmuseum Laucha ist seit 1932 ein Museum in den Räumlichkeiten der ehemaligen Glockengießerei Ulrich in Laucha an der Unstrut, die dort seit 1732 bestanden hatte. Bis 1911 wurden dort Glocken gegossen.

## Museum
Nachdem Glockengießermeister Franz August Schilling die Glockengießerei der Gemeinde Laucha geschenkt hatte mit der Auflage, sie als Museum zu bewahren, ist sie seit 1932 als Museum zu besichtigen. Glocken, Werkzeuge und Formen vermitteln dem Besucher einen authentischen Einblick in die Geschichte des Handwerks der Glockengießer.
Diese Glockengießerei zeigt historische Arbeitstechniken, wie sie Friedrich Schiller in dem Lied von der Glocke beschrieben hat. Die Glockengießerei Ulrich war nicht nur in Laucha tätig, sondern betrieb auch eine Glockengießerei in Apolda. Auch in Apolda gibt es ein Glockenmuseum.